# 西班牙國家石油公司
西班牙國家石油公司（Repsol S.A.；西班牙語發音：[repˈsol]） ，簡稱力豹仕、睿爍、雷普索爾，是一家總部位於馬德里的西班牙跨國能源和石化公司，主要业务位于西班牙和阿根廷。截至2022年，該公司在全球擁有24,000名員工。
在2022年富比士全球企業2000強中，雷普索爾名列全球第320大上市公司。

## 历史
该公司是1999年由Repsol收购YPF而形成的。目前是財富世界500強第十五大炼油企业， 全球雇員超過四萬。
2014年12月16日西班牙國家石油公司以83億美元和承擔47億美元的債務合共斥資130億美元購買加拿大第五大獨立石油生產商塔里斯曼能源。

## 外部連結
维基共享资源上的相關多媒體資源：西班牙國家石油公司
- 官方网站
- ARG website
- ARG blog